# Rewari

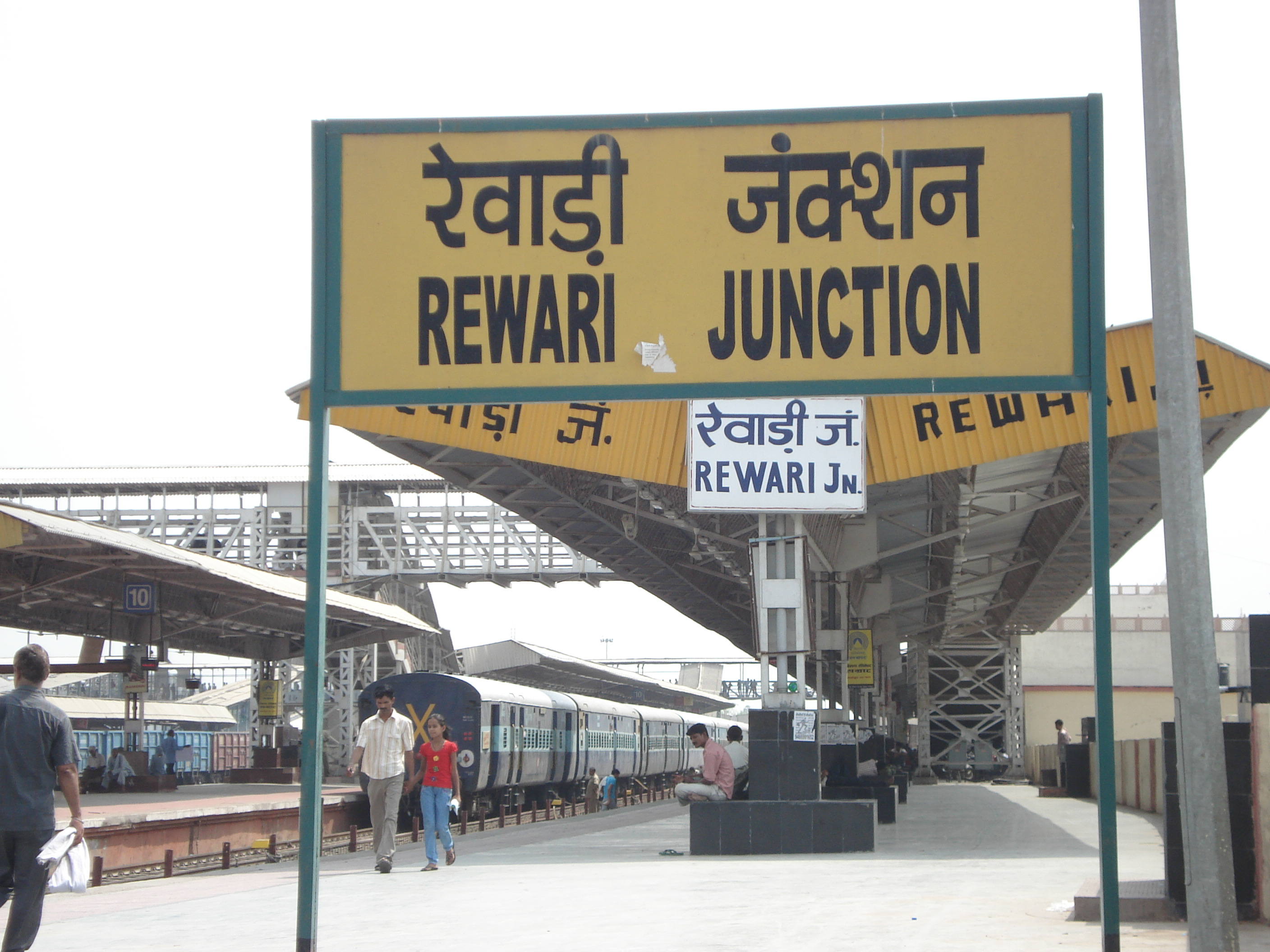
Järnvägsstationen i Rewari.

Rewari (hindi: रेवाडी़) är en stad i den indiska delstaten Haryana och är belägen cirka 80 kilometer från Delhi. Den är administrativ huvudort för ett distrikt med samma namn och hade 143 021 invånare vid folkräkningen 2011.